# Pflanzmaschine

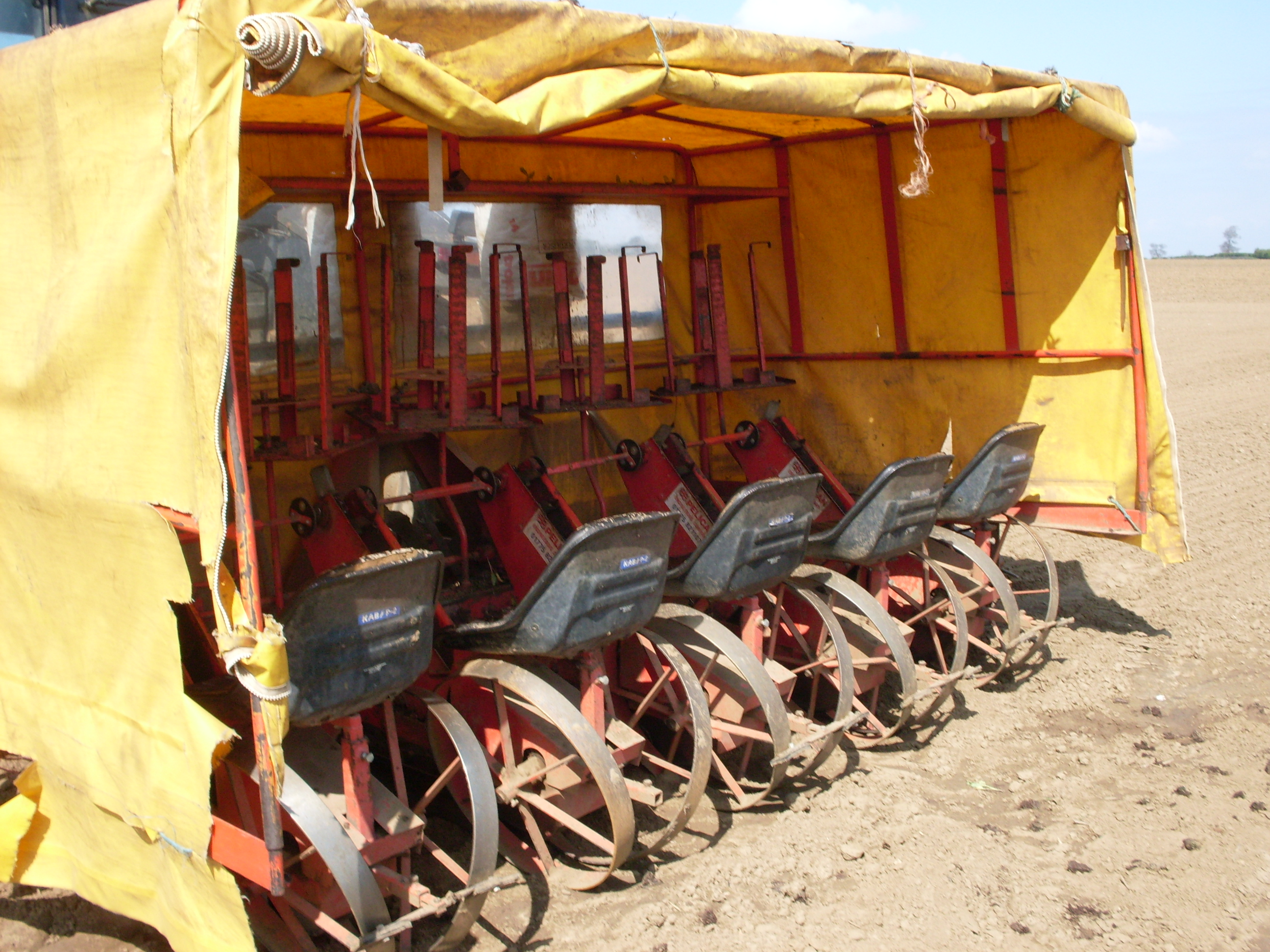
Fünfreihige Pflanzmaschine, bei der die Setzlinge von Hand der Einlegeeinvorrichtung zugeführt werden

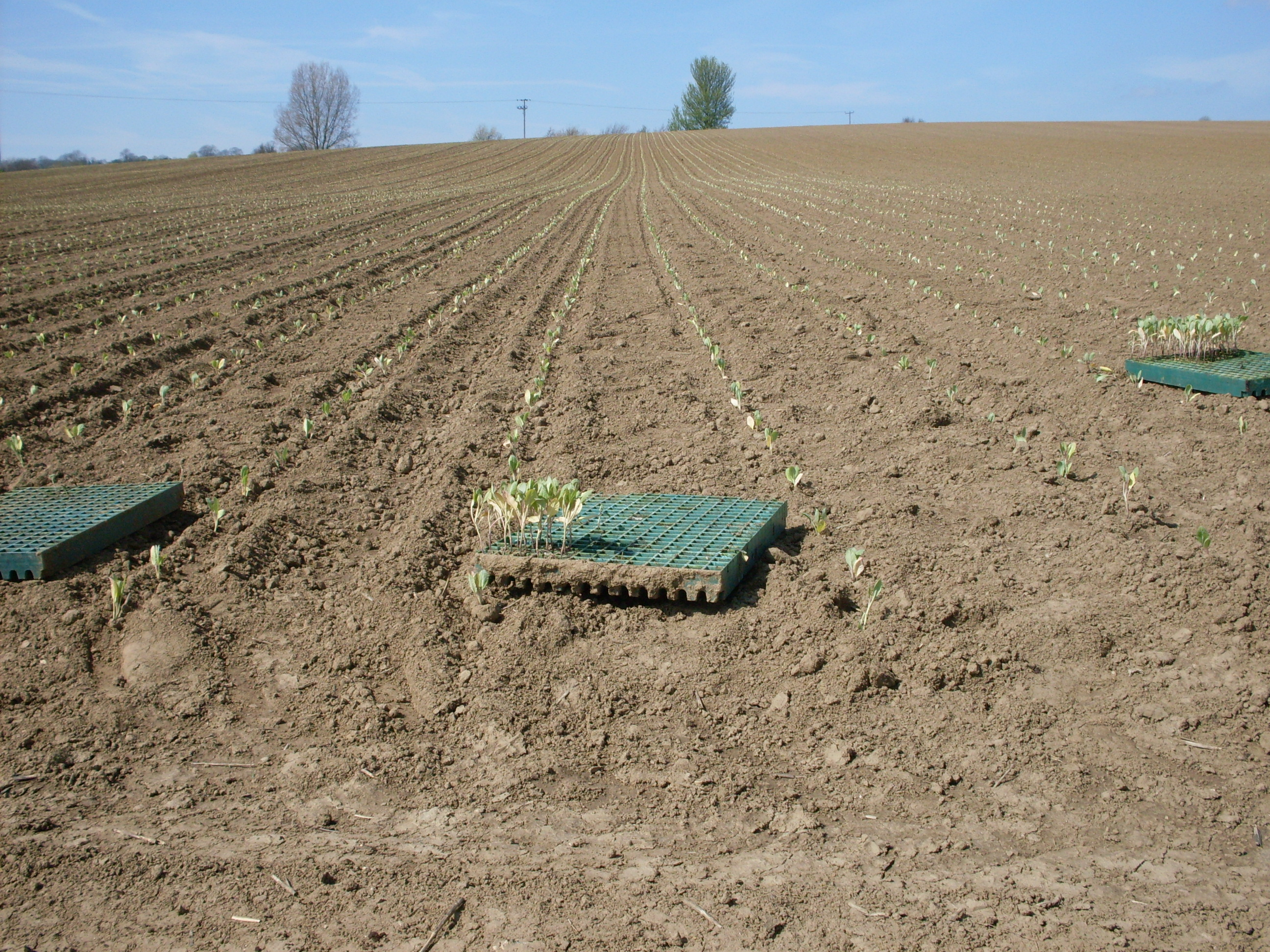
Mit oben abgebildeter Pflanzmaschine gesetzte Kohlpflanzen

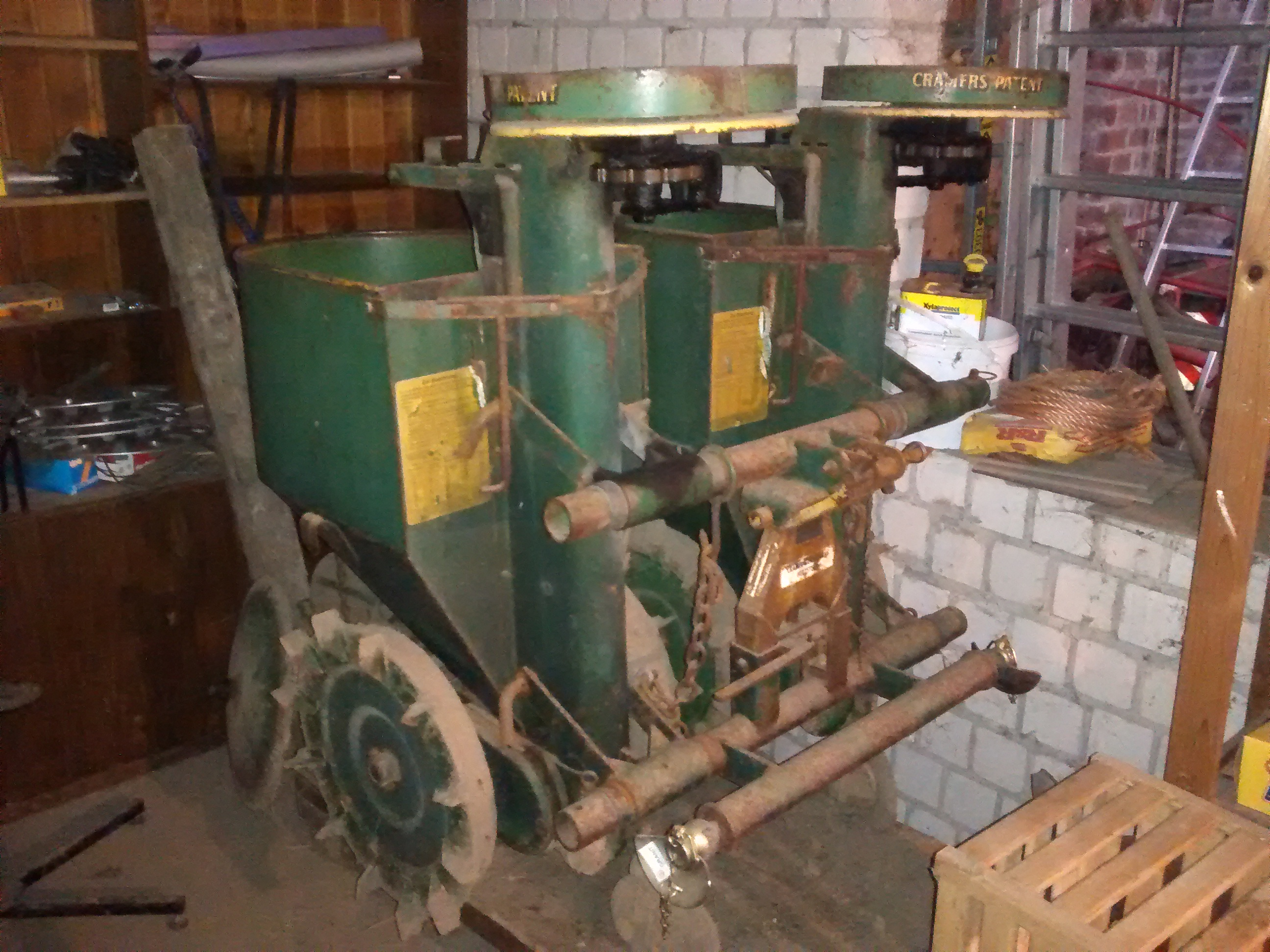
Kartoffelpflanzer

Eine Pflanzmaschine ist ein Gerät zur teilweisen oder gänzlich mechanisierten Pflanzung vorgezogener Setzlinge von z. B. Erdbeeren, Gartensalat, Gemüsekohl, Tabak oder Reis.
Im Gemüsebau verbreitet sind Maschinen, bei denen eine Schar eine Furche in den Boden zieht, in die durch eine Einlegevorrichtung im erforderlichen Abstand die Jungpflanzen gesetzt werden. Die Furche samt Pflanzgut wird von nachfolgenden Andruckrollen geschlossen und gleichzeitig den Pflanzenwurzeln der notwendige Bodenschluss verschafft. Gebräuchlich sind als Einlegevorrichtungen zwei schräg zueinanderstehende, aus elastischem Material bestehende, rotierende Klemmscheiben, zwischen die die Setzlinge eingelegt werden, oder rotierende starre Pflanzscheiben mit Schnappgreifern für die Jungpflanzen. Bei beiden Systemen werden die Setzlingen von auf der Maschine sitzenden Pflanzern direkt oder über einen Revolverkopfmechanismus der Einlegevorrichtung zugeführt.
Pflanzmaschinen sind entweder als Selbstfahrer oder als Anbaugerät für einen Traktor ausgeführt. Soll ein Traktor als Zugmaschine genutzt werden, muss dieser aufgrund der niedrigen Arbeitsgeschwindigkeiten im Bereich von teilweise nur 100 m pro Stunde über sogenannte Kriechgänge verfügen. Gleichwohl ist die Pflanzleistung erheblich höher als bei Pflanzung von Hand, dies auch bei zuvor maschinell vorbereiteten Pflanzfurchen.
Für Pflanzgut wie z. B. Knollen von Kartoffeln werden andere Verfahren und Maschinen zur Pflanzung verwendet. Die Maschinen, die Pflanzenknollen und Rhizome im Boden ablegen, nennt man Pflanzgutlegemaschine.